# 29 de desembre
El 29 de desembre és el tres-cents seixanta-tresè dia de l'any del calendari gregorià i el tres-cents seixanta-quatrè en els anys de traspàs. Resten 2 dies per acabar l'any.

## Esdeveniments
Països Catalans
- 2013, Palma: L'Obra Cultural Balear atorga a la Viquipèdia en català el premi Francesc de Borja Moll.[1]

Resta del món
- 418 - Bonifaci I és triat papa.
- 1170 - Thomas Becket, arquebisbe de Canterbury, és assassinat per quatre cavallers i per encomana d'Enric II d'Anglaterra.
- 1711 - el rei Felip V aprova els plans de creació a Madrid de la Biblioteca Nacional d'Espanya.
- 1825 - Bolívia s'independitza d'Espanya.
- 1874 - El General Martínez Campos fa el Pronunciament de Sagunt, que va suposar la restauració borbònica i la fi del Sexenni Democràtic (1868-1874) i de la Primera República Espanyola (1873-1874)
- 1911 - Mongòlia s'independitza de la dinastia Qing.
- 1962 - en el Gran Premi de Sud-àfrica, el britànic Graham Hill es proclama campió mundial de Fórmula 1.
- 1989 - l'Assemblea Federal de Txecoslovàquia tria unànimement el dramaturg Václav Havel nou president del país.
- 1996 - a Guatemala, la Unidad Revolucionaria Nacional Guatemalenca (URNG) i el govern de la nació firmen un tractat de pau després de 36 anys de lluites internes.

### Literatura
29 de desembre
Naiximents
- 1940  Brigitte Kronauer (Frau Mühlenbeck im Gehäus)

Morts
- 1894  Christina Rossetti (Goblin Market)
- 1942  Màrius Torres (poeta)
- 1980  Nadejda Mandelstam (Hope Against Hope)
- 2021  Ricard Bellveser (Fragilidad de las heridas)

## Naixements
Països Catalans
- 1808 - Olot, Garrotxa: Joaquim Masmitjà i de Puig va ser un sacerdot català que fundà la congregació de Missioneres del Cor de Maria.
- 1875 - València: Francesc Almarche i Vázquez, historiador valencià (m. 1927).
- 1876 - el Vendrell, Baix Penedès: Pau Casals i Defilló, violoncel·lista català (m. 1973).
- 1903 - Barcelona: Fèlix Millet i Maristany, financer, mecenes i promotor cultural català (m. 1967).
- 1914 - Girona: Domènec Balmanya, futbolista català (m. 2002).
- 1919 - Riudecols: Maria Cabré de Calderó, poetessa catalana (m. 2019).[2]
- 1955 - Granollers: Claudi Arimany i Barceló, flautista de fama internacional, considerat hereu directe quant a estil interpretatiu i concepte musical de Jean-Pierre Rampal, de qui va ser alumne i company en múltiples concerts.
- 1962 - Amer, la Selva: Carles Puigdemont i Casamajó, periodista, polític i 130è President de la Generalitat de Catalunya.
- 1975 - Vila-real: Mònica Álvaro Cerezo, política valenciana, diputada a les Corts Valencianes.[3]

Resta del món
- 1704 - St. Thomas Parish, Carolina del Sud: Martha Daniell Logan, botànica nord-americana.[4]
- 1721 - París, Regne de França: Jeanne-Antoinette Poisson, Madame de Pompadour, la més cèlebre de les amants del rei Lluís XV de França (m. 1764).[5]
- 1743 - La Haia: Maria Margaretha la Fargue, pintora neerlandesa del segle xviii (m. 1813).[6]
- 1766 - Glasgow, Regne de la Gran Bretanya: Charles Macintosh, inventor de la tela impermeable.
- 1788 - Ormaiztegi, País Basc: Tomás de Zumalacárregui, militar carlista basc.
- 1808 - Raleigh, Carolina del Nord, EUA: Andrew Johnson, 17è president dels EUA (m. 1875)
- 1809 - Liverpool, Anglaterra: William Ewart Gladstone, polític anglès, Primer Ministre del Regne Unit (1868-1874, 1880-1885, 1886 i 1892-1894) (m. 1898).
- 1829 - Milà: David Kaltbrunner, geògraf milanès.
- 1843 - Castell de Monrepos, Neuwied: Elisabet de Wied, reina de Romania i escriptora, de nom de ploma Carmen Sylva.[7]
- 1850 - Salamanca: Tomás Bretón y Hernández, compositor i violinista espanyol (m. 1923).
- 1902 - Hangzhou, Zhejiang (Xina): Shi Dongshan, pintor, actor, guionista i director de cinema xinès (m. 1955).
- 1910 - Willesden, Anglaterra: Ronald Coase, economista anglès, Premi Nobel d'Economia de l'any 1991 (m. 2013).
- 1920 - Uppsala, Suècia: Viveca Lindfors, actriu de cinema i de televisió americano-sueca (m. 1995).
- 1922 - Nanyang, Xina: Chen Peiqiu, pintora de cal·ligrafia i guohua xinesa (m. 2020).[8]
- 1938 - Yonkers, Estat de Nova York, Estats Units d'Amèrica: Jon Voight, actor estatunidenc.
- 1940 - Essen: Brigitte Kronauer, escriptora alemanya (m. 2019).[9]
- 1941 - Bora-Bora (Polinèsia Francesa)ː Tarita Tériipaia, o Tarita, actriu francesa, que va estar casada amb Marlon Brando.[10]
- 1946 - Barri de Hampstead, Londres, Anglaterra: Marianne Faithfull, cantant britànica.
- 1948 - Liverpool, Anglaterra: Edward Hugh, economista anglès (m. 2015).
- 1957 - Chicago, Illinois (EUA): Bruce Beutler, immunòleg i geneticista estatunidenc, Premi Nobel de Medicina o Fisiologia de l'any 2011.
- 1960 - Shizuoka, Japó: Kayoko Kishimoto, actriu, escriptora i cantant japonesa.[11]
- 1964 - Long Island: Michael Cudlitz, actor estatunidenc.
- 1972 - Lewisham, Londres, Anglaterra: Jude Law, actor de cinema i teatre anglès.

## Defuncions
| A.   | Personalitat         | Activitat   | Origen    | E. |
| ---- | -------------------- | ----------- | --------- | -- |
| 2017 | Carmen Franco y Polo | aristòcrata | espanyola | 90 |
| 2019 | Alasdair Gray        | escriptor   | escocés   | 85 |
| 2017 | Johannes Hösle       | filòleg     | alemany   | 88 |

Països Catalans
- 1720 - Berlín, Prússia: Maria Margarethe Winckelmann, astrònoma alemanya (n. 1670), una de les primeres dones àmpliament reconegudes en el camp científic.[12]
- 1743 - París, Regne de França: Jacint Rigau-Ros i Serra, conegut en francès com Hyacinthe Rigaud, pintor català (n. 1659).
- 1802 - L'Alcúdia, Ribera Alta: Joan Baptista Madramany, horticultor i poeta en llengua castellana (n. 1738).
- 1859 - Barcelona: Pròsper de Bofarull i Mascaró, arxiver i historiador català (n. 1777).
- 1902 - Manresa: Carlota de Mena i Zamora, actriu catalana de la segona meitat del segle xix (n. 1845).[13]
- 1907 - Barcelona: Eleonor Carreras Torrescasana, pintora catalana (n. 1847).[14]
- 1942 - Sant Quirze Safaja (Moianès): Màrius Torres, poeta català (n. 1910).
- 1943 - Barcelona: Carme Karr, escriptora en català, compositora i activista feminista catalana (n. 1865).[15]
- 1955 - Sabadell: Francesc d'Assís Planas Doria, pintor català postimpressionista (n. 1879).[16]
- 1974 - Arenys d'Empordà: Àurea de Sarrà, ballarina catalana de la dècada dels anys vint del segle passat (n. 1889).[17]
- 2009 - Barcelona: Joan Oncina, tenor català (n. 1921).
- 2015 - Girona, Gironès: Edward Hugh, economista anglès (n. 1948).

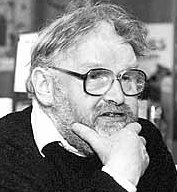
Alasdair Gray (n. 1934)

Resta del món
- 1170 - Canterbury, Regne d'Anglaterra: Thomas Becket, Arquebisbe de Canterbury, canceller d'Anglaterra, i primat de l'Església d'Anglaterra, patró de l'Orde de Cavallers de Sant Tomàs.
- 1602 - Florència: Jacopo Corsi, escriptor, poeta, músic i mecenes (n. 1561).[18]
- 1720 - Panitzsch, Electorat de Saxònia: Maria Margarethe Winckelmann, astrònoma alemanya (n. 1670).[19]
- 1825 - Brussel·les: Jacques-Louis David, pintor francès (n. 1748).
- 1894 - Londres: Christina Rossetti, una de les poetes angleses més importants (n. 1830).[20]
- 1924 - Lucerna (Suïssa): Carl Spitteler, escriptor suís, Premi Nobel de Literatura de 1919 (n. 1845).
- 1926 - Sanatori de Valmont, Suïssa: Rainer Maria Rilke, escriptor i poeta austríac.
- 1952 - Nova York, EUA: Fletcher Henderson, pianista de jazz estatunidenc (n. 1897).
- 1967 - Doyletown (EUA): Paul Whiteman, director d'orquestra i músic estatunidenc (n. 1890).
- 1980 - Jeleznodorojni, Moscou Oblast, Unió Soviètica: Aleksandra Snejkó-Blótskaia, directora de cinema d'animació soviètica (n. 1909).[21]
- 1986:
  - Chelwood Gate, Sussex (Anglaterra): Harold Macmillan, polític anglès, 65è Primer Ministre del Regne Unit (n. 1894).
  - París, França: Andrei Tarkovski, director de cinema soviètic (n. 1932).[22]
- 1987 - Hoboken, Nova Jersey: Patrick Bissell, ballarí estatunidenc.
- 1998 - Los Angeles, Califòrnia, Estats Units, Don Taylor, actor i director de cinema estatunidenc.
- 2000 - París (França): Jacques Laurent, escriptor francès, Premi Goncourt de l'any 1971 (n. 1919)[23]
- 2004 - Rockville, Maryland (EUA): Julius Axelrod, bioquímic estatunidenc, Premi Nobel de Medicina o Fisiologia de l'any 1970 (n. 1912).
- 2008 - Canes, França: Ted Lapidus, modista francès.
- 2012 - Moscou, Rússia: Aleksandra Akimova, navegant d'esquadró russa (n. 1922).[24]
- 2014 - París: Simone Iff, activista francesa pels drets de les dones (n. 1924).[25]
- 2018 - Ciutat de Mèxic: Rosenda Monteros, actriu mexicana (n. 1935).[26]

## Festes i commemoracions
- Santoral: David, rei d'Israel; sants Tròfim d'Arle, bisbe; Tomàs Becket, bisbe i màrtir; venerable Lotari I, emperador.
- Festa Local de Saga (Baixa Cerdanya), al municipi de Ger.